# گتاپ، کاشاتاق
گتاپ (ارمنی: Գետափ) یک روستا در جمهوری آرتساخ است که در استان کاشاتاق واقع شده‌است.